# Bistum Monze
Das Bistum Monze (lateinisch Dioecesis Monzensis, englisch Diocese of Monze) ist eine in Sambia gelegene römisch-katholische Diözese mit Sitz in Monze.

## Geschichte
Das Bistum Monze wurde am 10. März 1962 durch Papst Johannes XXIII. mit der Apostolischen Konstitution Evangelium salutis aus Gebietsabtretungen des Erzbistums Lusaka errichtet und diesem als Suffraganbistum unterstellt.

## Bischöfe von Monze
- James Corboy SJ, 1962–1991
- Paul Lungu SJ, 1991–1998
- Emilio Patriarca, 1999–2014
- Moses Hamungole, 2014–2021
- Raphael Mweempwa, seit 2022